# 中课镇
中课镇（佤语：jaong mgog:1152），是中华人民共和国云南省普洱市西盟佤族自治县下辖的一个乡镇级行政单位。
2012年12月28日，云南省人民政府批复同意撤销中课乡，设立中课镇。

## 行政区划
中课镇下辖以下地区：
中课村、嘎娄村、永不落村、班箐村和窝笼村。